# 成都大轰炸

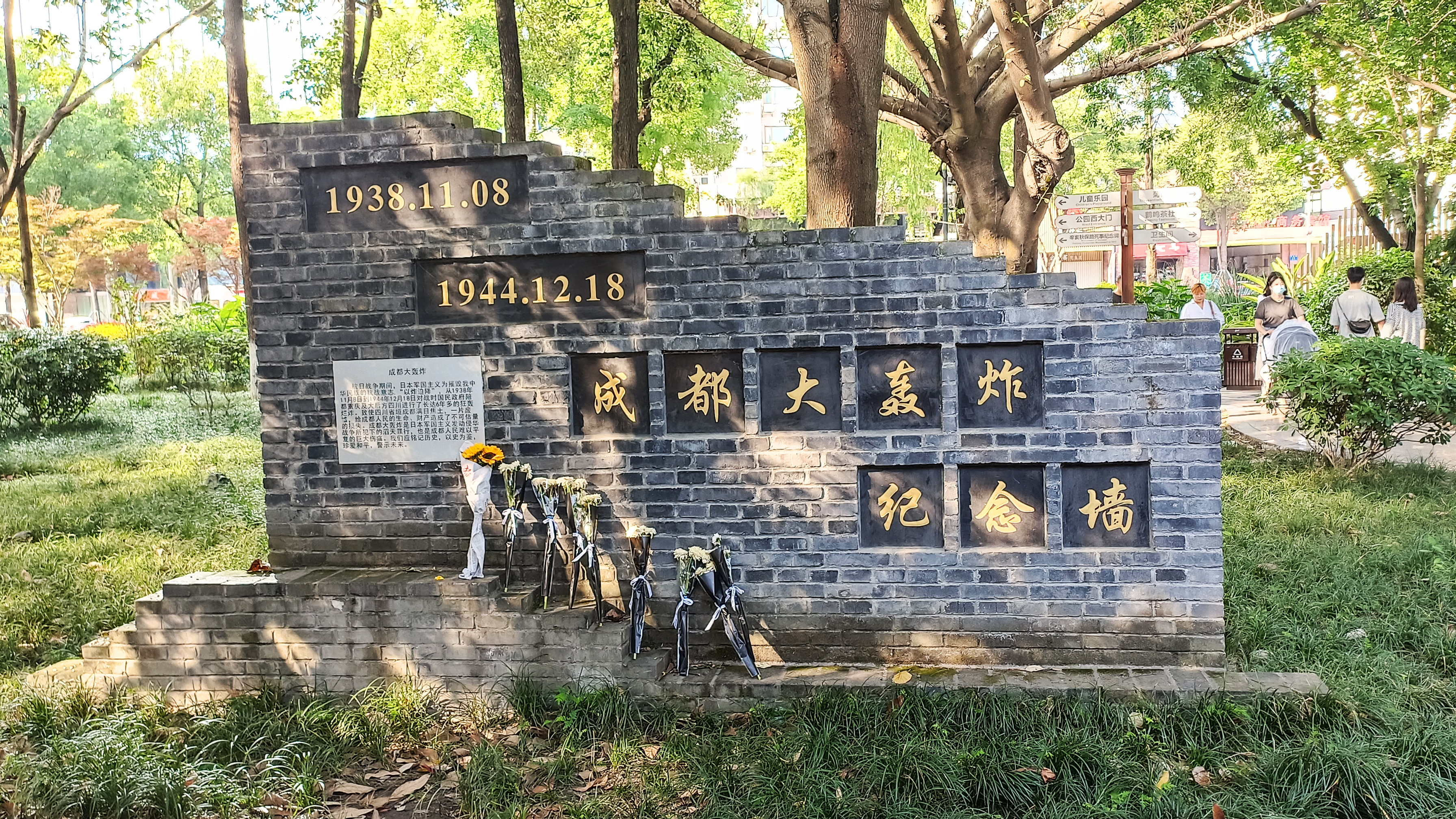
人民公园内的成都大轰炸纪念墙

成都大轰炸是第二次世界大战期间大日本帝国对中华民国成都市进行的一系列轰炸。轰炸从1938年持续到了1944年。